# میرمیدون‌ها
میرمیدون‌ها (یونانی باستان: Μυρμῐδόνες؛ به انگلیسی: Myrmidons) در اساطیر یونان یک قبیله باستانی تسالیایی بودند.
در ایلیاد هومر، میرمیدون‌ها سربازانی هستند که توسط آشیل فرماندهی می‌شوند. جد هم‌نام آن‌ها میرمیدون، پادشاه فتیوتیس، پسر زئوس و یوری‌مدوسا «حاکم بر همه جا»، شاهزاده خانم فتیوتیس بود. در یک روایت، زئوس، یوری‌مدوسا را به شکل مورچه اغوا کرد.
در یک اسطوره سبب‌شناسی از ریشه‌های نام آن‌ها، این نام در یونان کلاسیک را به‌عنوان «مردم مورچه‌ای» تفسیر کرده است. اولین بار توسط اووید در دگردیسی‌ها ذکر شد. در روایت اووید، میرمیدون‌ها مورچه‌های کارگر ساده‌ای در جزیره ایجاینا بودند.